# Muồng truổng
Muồng truổng hay còn gọi hoàng mộc dài (danh pháp khoa học: Zanthoxylum avicennae) là một loài thực vật có hoa trong họ Cửu lý hương. Loài này được (Lam.) DC. miêu tả khoa học đầu tiên năm 1824.